# Koala
Koala (Phascolarctos cinereus), nogle gange ukorrekt betegnet som koalabjørn, er et trælevende planteædende pungdyr, der lever i Australien. Det er den eneste nulevende repræsentant for Phascolarctidae-familien. Den nærmeste beslægtede familie er wombater. Koalaen lever i kystområder i det østlige og sydlige dele af Australien, i de regioner der hedder Queensland, New South Wales, Victoria og South Australia. Den er let genkendelig med sin tætte, haleløse krop og et stort hoved med runde bløde ører og en stor mørk næse. Koalen er normalt 60-85 cm lang og vejer mellem 4-15 kg. Dens pels går fra sølvgrå til chokoladebrun. Koalaer fra der nordlige populationer er typisk mindre og lysere i farverne end dem som stammer fra syd. Disse populationer er muligvis en særskilt underart, men ikke alle forskere er enige i dette.
Koalaer lever normalt i åbne Eukalyptus-skovområder, da bladene udgør størstedelen af deres kost. Eukalyptus har lavt næringsindhold og energi, og de indeholder giftige stoffer, hvilket afholder de fleste andre pattedyr fra st spise dem. Koalaer lever et stillesiddende liv og sover op til 20 timer om dagen. De er asociale, og men deres moderinstinkter gør at de tager sig af ungerne. Voksne hanner kommunikerer med lyd for at skræmme deres rivaler og tiltrække hunner. Hannerne markerer deres tilstedeværelse med sekreter fra duftkirtlerer placeret på deres bryst. Som andre pungdyr føder koalaer levende unger, der ikke er færdigudviklet. De kravler ned i deres mors pung, hvor de bor de første 6-7 uger. De er afvænnet med mælk når de er omkring et år gamle. Koalaer har kun få naturlige fjener og parasitter, men de er truet af patogener som Chlamydiaceae-bakterier og koala retrovirus.
Som følge af deres særegne udseende bliver koalaer, sammen med kænguruer og emur, genkendt som et nationalsymbol for Australien. De blev jaget af de indfødte australiere og har været afbildet og beskrevet i myter og hulemalerier i årtusinder. Den første kilde på et møde mellem en europæer og en koala er i 1798, og et billeder af en koala blev udgivet i 1810 af naturhistorikeren George Perry. Botanikeren Robert Brown skrev den første videnskabelige beskrivelse i 1814, selvom hans arbejde ikke blev udgivet før 180 år senere. Kunstneren John Gould illustrerede og beskrev koalaen og introducerede arten for den britiske offentlighed. Yderligere detaljer om dyrets biologi blev adgivet i 1800-tallet af engelske forskere.
Koalaer er på listen over sårbare arter af International Union for Conservation of Nature. Blandt de mange trusler er ødelæggelse af deres habitat som følge af landbrug, urbanisering, tørke og bushbrande som følge af klimaændringer. I februar 2022 kom koalaer på den officielle liste over truede dyrearter i Australian Capital Territory, New South Wales og Queensland.

## Udbredelse og habitat
Koalaer lever i et område på omkring 1.000.000 km2, og 30 økoregioner. Leveområdet gå fra fastlandet i det østlige og sydøstlige Australien, inklusive staterne Queensland, New South Wales, Victoria og South Australia. Koalaen blev introduceret til flere nærliggende øer. Populationen på Magnetic Island repræsentere den nordlige grænse på dens leveområde.
Fossiler viser, at koalaernes leveområde har strakt sig mod vest helt til det sydvestlige Western Australia i den sene pleistocæne periode. De uddøde sandsynligvis i disse områder som følge af klimaændringer og de indfødte australieres jagt på dyret.:12–13  Koalaer blev introduceret til Western Australia i Yanchep i 1938 men populationen var reduceret til 4 individer i 2022. Koalaer kan leve både i tropisk og tempereret klima fra tæt skovområder til mere slette-agtig skovområder. I steppeklimaområder foretrækker de områder med åer og sprækker til at søge ly i i perioder med tørke og ekstrem varme.

## Truet art
Det er uklart, hvor mange koalaer, der fortsat eksisterer. I 2014 ble bestanden estimeret til at være på mellem 100.000-500.0000, formentlig omkring 300.000 i IUCNs rødliste. Den australske fond Australian Koala Foundation (AKF) meldte imidlertid i maj 2019, at koalaen praktisk talt snart kan være udryddet. Fonden anslår totalbestanden til at være omkring 80.000 individer, men anslaget mødes med skepsis. Biologen Christine Adams-Hosking fra University of Queensland påpeger, at koalaerne ikke står er i fare for å blive udryddet i hele Australien, men at nedgangen i leveområder vil føre til, at bestanden i stigende grad kan forsvinde på lokalt niveau. Klimaændringerne udgør den største trussel.
Vurderingen lød i 2022, at der er 180.000 koalaer tilbage på Australiens østkyst. På daværende tidspunkt erklærede regeringen, at koalaen er en truet dyreart i Queensland, New South Wales og Australian Capital Territory.

## Koala-diplomati
Politiske ledere og medlemmer af kongelige familier lader sig jævnligt fotografere med koalaer, eksempelvis Elizabeth 2., prins Harry, Naruhito af Japan, Masako af Japan, Pave Johannes Paul 2., Bill Clinton, Mikhail Gorbatjov og Nelson Mandela. Ved G20-topmødet i Brisbane i 2014, som premierminister Tony Abbott var vært for, blev mange af verdens ledere fotograferet mens de holdt en koala, heriblandt Ruslands præsident Vladimir Putin og USA's præsident Barack Obama. Topmødet banede vej for udtrykket koala-diplomati, der blev årets ord i december 2016 hos ordbogsudgiveren Oxford University Press. Udtrykket indebærer foruden fotos også udlån af koalaer fra Australien til oversøsiske zoologiske haver i lande som Singapore og Japan som en slags "blødt diplomati" i stil med panda-diplomatiet, som praktiseres af Kina.